# Europacupen i fotboll 1991/1992
Europacupen i fotboll 1991/1992 för mästarlag vanns av Barcelona, Spanien då man i finalmatchen besegrade Sampdoria, Italien med 1-0 efter förlängning och 0-0 under ordinarie speltid i London den 20 maj 1992. Segermålet gjordes av Ronald Koeman på en frispark i den 111:e minuten och gav den spanska klubben dess första seger i turneringen. 
Det var sista säsongen innan turneringen omorganiserades till Uefa Champions League. Det var också första gången man använde gruppspel, och där spelade de åtta lag som gått vidare från andra omgången, uppdelat i två grupper där gruppsegrarna gick till final.
Turneringen innebar återkomsten för engelska klubbar, som stängdes av på fem år efter katastrofen på Heyselstadion 1985. Det skulle egentligen ha skett säsongen 1990/1991 men då Liverpool straffats extra hårt och stängts av i sex år och blev engelska mästare säsongen 1989/1990 hade man inte kunnat delta i Europacupen 1990/1991.

## Inledande omgångar

### Första omgången
| Lag 1                 | Totalt       | Lag 2            | Möte 1 | Möte 2 |
| Barcelona             | 3–1          | Hansa Rostock    | 3–0    | 0–1    |
| Kaiserslautern        | 3–1          | Etar             | 2–0    | 1–1    |
| Union Luxemburg       | 00–10        | Marseille        | 0–5    | 0–5    |
| Sparta Prag           | 00002–2 (BM) | Rangers          | 1–0    | 1–2    |
| Ħamrun Spartans       | 00–10        | Benfica          | 0–6    | 0–4    |
| Arsenal               | 6–2          | Austria Wien     | 6–1    | 0–1    |
| HJK Helsingfors       | 0–4          | Dynamo Kiev      | 0–1    | 0–3    |
| Brøndby IF            | 4–2          | Zagłębie Lubin   | 3–0    | 1–2    |
| Fram Reykjavik        | 00002–2 (BM) | Panathinaikos    | 2–2    | 0–0    |
| IFK Göteborg          | 00001–1 (BM) | Flamurtari Vlorë | 0–0    | 1–1    |
| Beşiktaş              | 2–3          | PSV Eindhoven    | 1–1    | 1–2    |
| Anderlecht            | 4–1          | Grasshopper      | 1–1    | 3–0    |
| Röda stjärnan         | 8–0          | Portadown        | 4–0    | 4–0    |
| Universitatea Craiova | 2–3          | Apollon Limassol | 2–0    | 0–3    |
| Budapest Honvéd       | 3–1          | Dundalk          | 1–1    | 2–0    |
| Sampdoria             | 7–1          | Rosenborg BK     | 5–0    | 2–1    |

### Andra omgången
| Lag 1           | Totalt       | Lag 2            | Möte 1 | Möte 2     |
| Barcelona       | 00003–3 (BM) | Kaiserslautern   | 2–0    | 1–3        |
| Marseille       | 00004–4 (BM) | Sparta Prag      | 3–2    | 1–2        |
| Benfica         | 3–3          | Arsenal          | 1–1    | 3–1 (e.f.) |
| Dynamo Kiev     | 2–1          | Brøndby IF       | 1–1    | 1–0        |
| Panathinaikos   | 4–2          | IFK Göteborg     | 2–0    | 2–2        |
| PSV Eindhoven   | 0–2          | Anderlecht       | 0–0    | 0–2        |
| Röda stjärnan   | 5–1          | Apollon Limassol | 3–1    | 2–0        |
| Budapest Honvéd | 3–4          | Sampdoria        | 2–1    | 1–3        |

## Gruppspel

### Grupp A
| Nr | Lag           | S | V | O | F | GM | IM | MS | P |
| -- | ------------- | - | - | - | - | -- | -- | -- | - |
| 1  | Sampdoria     | 6 | 3 | 2 | 1 | 10 | 5  | +5 | 8 |
| 2  | Röda stjärnan | 6 | 3 | 0 | 3 | 9  | 10 | −1 | 6 |
| 3  | Anderlecht    | 6 | 2 | 2 | 2 | 8  | 9  | −1 | 6 |
| 4  | Panathinaikos | 6 | 0 | 4 | 2 | 1  | 4  | −3 | 4 |

| Hemma \ Borta | Belgien | Grekland | Socialistiska federativa republiken Jugoslavien | Italien |
| Anderlecht    | —       | 0–0      | 3–2                                             | 3–2     |
| Panathinaikos | 0–0     | —        | 0–2                                             | 0–0     |
| Röda stjärnan | 3–2     | 1–0      | —                                               | 1–3     |
| Sampdoria     | 2–0     | 1–1      | 2–0                                             | —       |

### Grupp B
| Nr | Lag         | S | V | O | F | GM | IM | MS | P |
| -- | ----------- | - | - | - | - | -- | -- | -- | - |
| 1  | Barcelona   | 6 | 4 | 1 | 1 | 10 | 4  | +6 | 9 |
| 2  | Sparta Prag | 6 | 2 | 2 | 2 | 7  | 7  | 0  | 6 |
| 3  | Benfica     | 6 | 1 | 3 | 2 | 8  | 5  | +3 | 5 |
| 4  | Dynamo Kiev | 6 | 2 | 0 | 4 | 3  | 12 | −9 | 4 |

| Hemma \ Borta | Spanien | Portugal | Sovjetunionen | Tjeckoslovakien |
| Barcelona     | —       | 2–1      | 3–0           | 3–2             |
| Benfica       | 0–0     | —        | 5–0           | 1–1             |
| Dynamo Kiev   | 0–2     | 1–0      | —             | 1–0             |
| Sparta Prag   | 1–0     | 1–1      | 2–1           | —               |

## Final
|             | 20 maj 1992 | Sampdoria | 0000 0 – 1 (e.fl.) | Barcelona   | Wembley Stadium                                           |                                                           |
| 19:15 UTC+1 | 19:15 UTC+1 |           | (0 – 0) Rapport    | 112′ Koeman | London Publik: 70 827 Domare: Aron Schmidhuber (Tyskland) | London Publik: 70 827 Domare: Aron Schmidhuber (Tyskland) |
| 19:15 UTC+1 | 19:15 UTC+1 |           |                    |             | London Publik: 70 827 Domare: Aron Schmidhuber (Tyskland) | London Publik: 70 827 Domare: Aron Schmidhuber (Tyskland) |
| 19:15 UTC+1 | 19:15 UTC+1 |           |                    |             | London Publik: 70 827 Domare: Aron Schmidhuber (Tyskland) | London Publik: 70 827 Domare: Aron Schmidhuber (Tyskland) |

| Vinnare av Europacupen 1991/1992 |
| -------------------------------- |
| Barcelona Första titeln          |

### Webbkällor
Den här artikeln är helt eller delvis baserad på material från engelskspråkiga Wikipedia, tidigare version.